# نظرة إلى الوراء
نظرة إلى الوراء (باليابانية: ルックバック) هي مانغا يابانية من تأليف ورسم تاتسوكي فوجيموتو نشرت في مجلة شونن جمب+ في يوليو 2021.

## القصة
"فوجينو"، الطالبة في الصف الرابع، تنشر سلسلة مانغا مكونة من أربعة أجزاء في صحيفة المدرسة وتتلقى تعليقات إيجابية من زملائها في الفصل. ولكن في يوم من الأيام، تخبرها معلمتها بأن "كيوموتو"، وهي طالبة متغيبة عن المدرسة، تريد نشر مانغا خاصة بها في الصحيفة. يجمع شغف الفتاتين المشترك بالمانغا بينهما إلى أن يحدث في يوم ما حدث يحطم كل شيء.